# TAS2R4
TAS2R4 (англ. Taste 2 receptor member 4) – білок, який кодується однойменним геном, розташованим у людей на короткому плечі 7-ї хромосоми. Довжина поліпептидного ланцюга білка становить 299 амінокислот, а молекулярна маса — 33 841.
| 10         |  | 20         |  | 30         |  | 40         |  | 50         |
| ---------- |  | ---------- |  | ---------- |  | ---------- |  | ---------- |
| MLRLFYFSAI |  | IASVILNFVG |  | IIMNLFITVV |  | NCKTWVKSHR |  | ISSSDRILFS |
| LGITRFLMLG |  | LFLVNTIYFV |  | SSNTERSVYL |  | SAFFVLCFMF |  | LDSSSVWFVT |
| LLNILYCVKI |  | TNFQHSVFLL |  | LKRNISPKIP |  | RLLLACVLIS |  | AFTTCLYITL |
| SQASPFPELV |  | TTRNNTSFNI |  | SEGILSLVVS |  | LVLSSSLQFI |  | INVTSASLLI |
| HSLRRHIQKM |  | QKNATGFWNP |  | QTEAHVGAMK |  | LMVYFLILYI |  | PYSVATLVQY |
| LPFYAGMDMG |  | TKSICLIFAT |  | LYSPGHSVLI |  | IITHPKLKTT |  | AKKILCFKK  |

A: Аланін

C: Цистеїн

D: Аспарагінова кислота

E: Глутамінова кислота

F: Фенілаланін

G: Гліцин

H: Гістидин

I: Ізолейцин

K: Лізин

L: Лейцин

M: Метіонін

N: Аспарагін

P: Пролін

Q: Глутамін

R: Аргінін

S: Серин

T: Треонін

V: Валін

W: Триптофан

Кодований геном білок за функціями належить до рецепторів, g-білокспряжених рецепторів, білків внутрішньоклітинного сигналінгу. 
Локалізований у клітинній мембрані, мембрані, клітинних відростках, війках.